# Oláh Sándor (labdarúgó)
Oláh Sándor (1938. augusztus 17. –) labdarúgó, a Dorogi Aranycsapat tagja.

## Pályafutása
A Kléber Gábor vezette Dorogi Bányász csapatában került NB I-es játékosként az 1957-1958-as bajnoki évadban, ám legelső bajnoki találkozójára csak a bajnokság hajrájában került sor, 1958. július 9-én a Bp. Honvéd elleni idegenbeli mérkőzésen. Addigra viszont már Laczkó István ült vezető edzőként a dorogiak kispadján. Első gólja is a Honvéd elleni meccshez fűzi, amelyet 1960. február 27-én játszottak idegenben. Emlékezetes mérkőzése volt ugyan ez év szeptemberében a Csepel ellen vívott bajnoki, ahol Varga János mellett az ő gólja is kellett a pontszerzéshez a 2-2-re végződött találkozón. Legsikeresebb időszaka az 1962-1963-as évek, amely egyben a dorogi labdarúgás legdicsőségesebb periódusa is, amelyet sikeres szereplés két rangos nemzetközi kupában és a bajnokságban elért előkelő 4. helyezés fémjelzett, valamint Ilku István és Monostori Tivadar személyében ketten is részt vettek a csapatból világbajnokságon. Előbb az antwerpeni Húsvét-kupát hódították el Európa-klasszis csapatok elől, a döntőben még a Bayern Münchent is legyőzve, majd Rappan kupában csoportmásodikként végeztek úgy, hogy valamennyi csoportellenfelüket hazai pályán legyőzték. Oláh valamennyi mérkőzésen pályára lépett és kétszer is feliratkozott a gólszerzők közé. Előbb a svájci FC La Chaux de-Fonds, majd a Spartak Plzen kapuját is bevette. A bajnokságban sokáig a bajnoki címre is esélyesek voltak. 1963 tavaszán a szezon hajrájához közeledve veretlenül, mindössze 3 kapott góllal sorakoztak az élbolyban, ám ekkor egymás utáni két kellemetlen és nem várt vereség következett, előbb hazai pályán a Pécsi Dózsától, majd idegenben a Vasastól. Ez utóbbi mérkőzés is hozta Oláh utolsó szereplését az első csapatban. Végül a dorogiak úgy végeztek a 4. helyen, hogy az összes ellenlábasuk ellen jó eredményt értek el - A Fradi és az MTK vendégeként döntetlent játszottak, az Újpesti Dózsát és a Honvédot egyaránt 2-0-ra győzték le. Összesítésben viszont a 3. helyen végzett Újpest jobb gólaránnyal, míg a második helyezett MTK egyetlen ponttal többet szerezve leszorították a dobogóról őket. Az egész mezőnyben a Dorog kapta a legkevesebb gólt, mellette pedig elnyerte a Vidék Legjobbja címet. A csapattal elért sikerek csúcsán került ki az első gárdából és a későbbiekben a tartalék csapatban játszott. Posztjára a szakmai stáb a továbbiakban a fiatalabb és ígéretes játékos társát, Karába Jánost szánta, akivel többször játszottak együtt az utolsó aktív évében. Pályafutása során a már említett Kléber Gábor és Laczkó István mellett Szűcs György, Kinczel László és Buzánszky Jenő edzősködése alatt szerepelt.

## Sikerei, díjai
- Bajnoki 4. hely - NB I., 1962-63.
- Húsvét kupa-győztes - Nemzetközi Labdarúgó Torna, Antwerpen, 1962
- Vidék Legjobbja, 1963.

## Érdekesség
Minden idők legjobb dorogi csapatának, a Dorogi Aranycsapat tiszteletére a klubszékházban üzemelő Sportbüfében egy teljes nagy falat szenteltek, amelyen többek között valamennyi csapattag neve, közte Oláh Sándoré csupa nagybetűvel volt felfestve. Későbbi belső munkálatok és átalakításokat követően idővel eltűnt, azonban a csapatról készült díszes tabló a Dorogi Sportmúzeumban a mai napig is őrzi emléküket.